# Who's Your Daddy
«Who's Your Daddy» es un sencillo promocional del álbum El cartel: The Big Boss escrito por Daddy Yankee & Will.I.Am. Aparece este tema en una serie americana y él interpretandola.